# Veikko Asikainen
Veikko Asikainen   (Turku, 18 d'abril de 1918 - Turku, 14 de juny de 2002) fou un futbolista finlandès de la dècada de 1940.
Fou 56 cops internacional amb la selecció finlandesa amb la qual participà en els Jocs Olímpics de 1952.
Pel que fa a clubs, destacà a TPS i Haka.